# سیکلوهپتن
سیکلوهپتن (به انگلیسی: Cycloheptene) با فرمول شیمیایی C7H12 یک ترکیب شیمیایی با شناسه پاب‌کم ۸۹۲۵ است؛ که جرم مولی آن ۹۶٫۱۷ گرم بر مول می‌باشد.